# Øre
Øre (øre plurale, pronuncia norvegese: [øːɾə]) è la suddivisione centesimale delle corone norvegesi e danese. La frazione della  corona delle Fær Øer si chiama oyra, ed ha lo stesso valore della moneta danese.  Prima della loro sospensione, le corrispondenti frazioni della corona svedese e della corona islandese erano rispettivamente l'öre e l'eyrir.
In tutte e cinque le lingue, il nome deriva dal latino "aureus", la moneta d'oro del valore di 25 denari.